# مارينبورغ
مارينبورغ، منزل ريفي من منتصف القرن الثامن عشر يقع على قمة تل صغير على الشاطئ الشمالي لبحيرة باغسفيرد، في بلدية لينغبي-تاربيك، يقع 15 كيلومتر (9.3 ميل) شمال وسط مدينة كوبنهاجن، وهي بمثابة المقر الرسمي لرئيس وزراء الدنمارك منذ عام 1962. وكثيرا ما يستخدم للمؤتمرات الحكومية ومؤتمرات القمة والأغراض الرسمية الأخرى، بما في ذلك خطاب رئيس الوزراء في العام الجديد. على عكس مساكن العديد من رؤساء الحكومات والدول الآخرين (مثل البيت الأبيض، 10 داونينج ستريت، لا مونكلوا وقصر الإليزيه)، لا يعمل مارينبورغ كمقر حكومي أو يحتوي على مكتب رئيس الوزراء. يقع مكتب رئيس الوزراء بدلاً من ذلك في قصر كريستيانسبورغ في سلوتشولمن في وسط مدينة كوبنهاغن. تم إدراج مارينبورغ في السجل الدنماركي للمباني والأماكن المحمية في عام 1964.

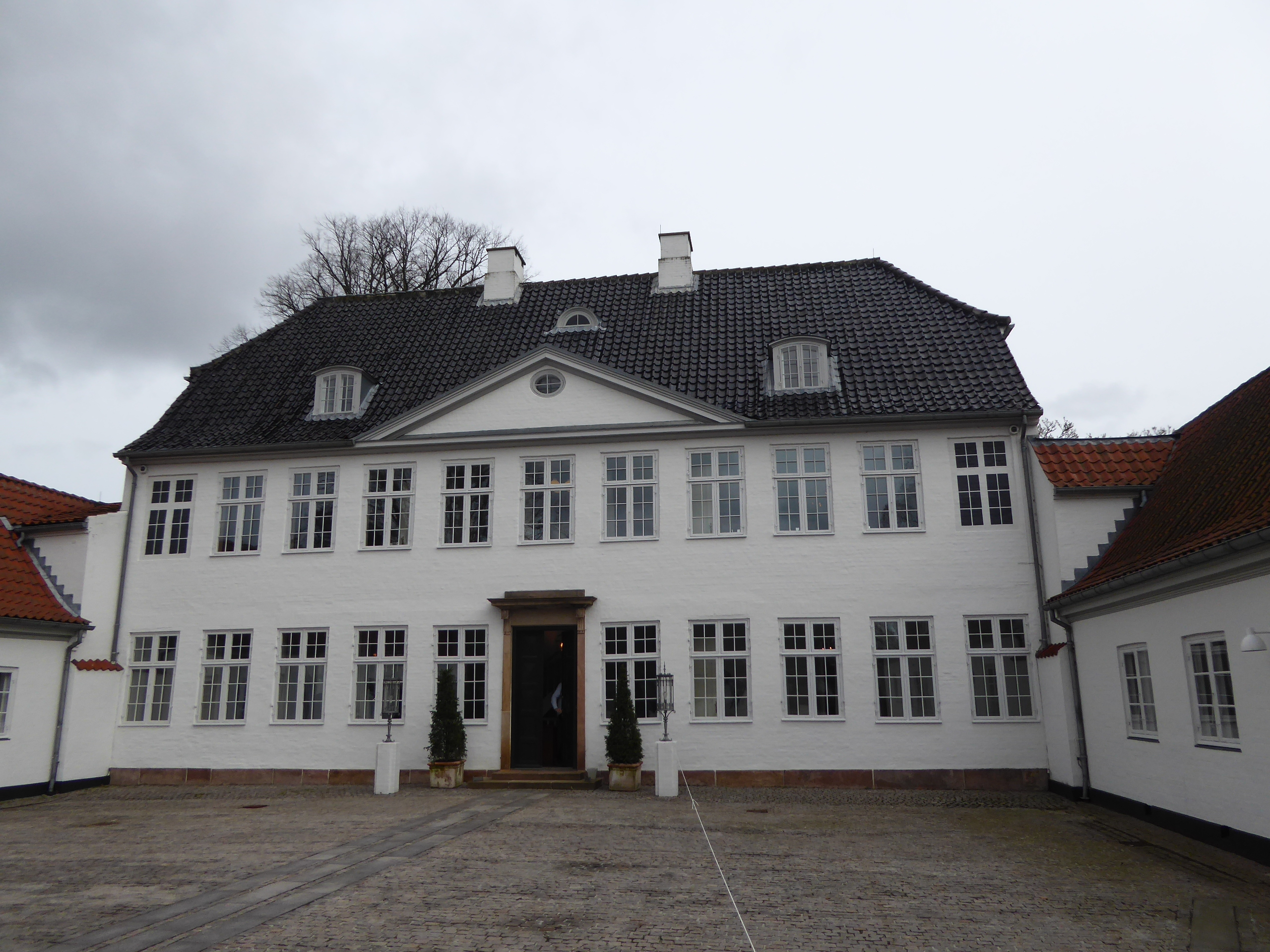
منزل مارينبورغ

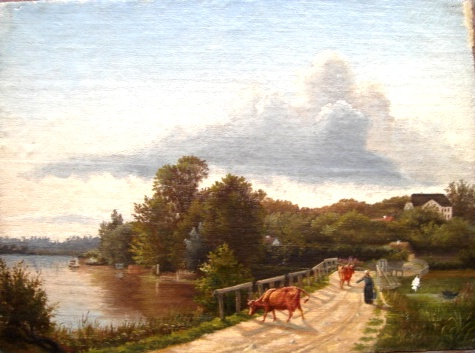
نيبروفيج مع مارينبورغ مرئية في الخلفية عام 1876

## قائمة الملاك

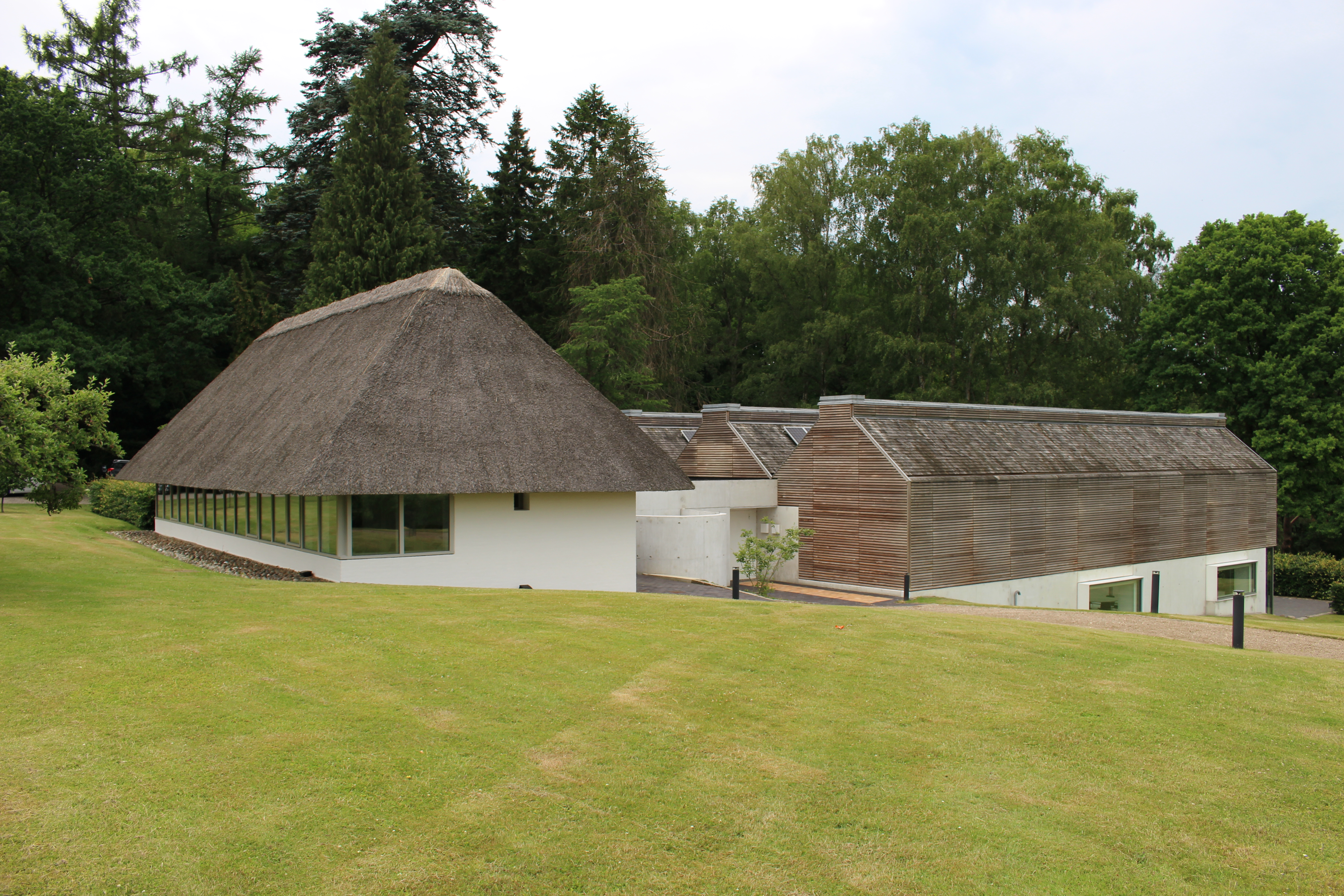
جناح الحديقة الحديثة

- (1745–1750) الكابتن أولفيرت فاس فيشر [3]
- (1750–1753) بيتر دي ويندت
- (1753–1755) ماريا كاثرين مايكلسداتر فابريتيوس
- 1755–1764: جاكوب فريدريك شافاليتسكي دي موكاديل
- (1764–1793) جيسبرت بهاجن
- (1793–1795) هانز فيرنر رودولف روزنكرانتز جيدي
- (1795–1800) يوهان فريدريك ليندنكرون
- (1800–1801) يوهان تراوغوت ليبرشت أوتو
- (1801–1803) يوليوس لودفيج فريدريك رانتساو/جوهان دي ويندت
- (1803–1807) جان دي كونينك
- (1807–1809) ملكية جان دي كونينك
- (1809–1824) بيتر بول ويفيت
- (1824-1849) كاثرين إرنست
- (1849) سيسيلي ويفيت
- (1849-1855) إدوارد كنودسن
- (1855–1863) فيلهلم جونيوس لورنتز بيترسن
- 1863-1864: ملكية فيلهلم جونيوس لورنتز بيترسن
- 1864-1885: روزالي هينينغز
- 1885-1899: عائلة مولتكي
- 1899-1915: أوسكار واندل
- 1915-1934: فيلهلم سكوفجارد بيترسن
- 1934-1960: سي إل ديفيد
- 1960-1962: ملكية سي إل ديفيد
- 1962 إلى الوقت الحاضر: إقامة الدولة

### قائمة رؤساء الوزراء بعد امتلاكه

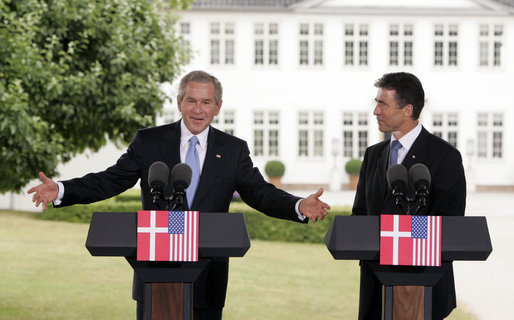
الرئيس الأمريكي جورج دبليو بوش ورئيس الوزراء أندرس فوغ راسموسن يعقدان مؤتمرا صحفيا مشتركا في حدائق مارينبورغ، يوليو 2005.

- فيجو كامبمان 1960–1962 (ولد فيجو أولفيرت فيشر كامبمان، سليل المالك الأصلي)
- ينس أوتو كراج 1962-1968، 1971-1972
- هيلمار بونسجارد 1968-1971
- أنكر يورجنسن 1972-1973; 1975-1982
- بول هارتلينج 1973-1975
- بول شلوتر 1982-1993
- بول نيروب راسموسن 1993-2001
- أندرس فوغ راسموسن 2001-2009
- لارس لوك راسموسن 2009-2011، 2015-2019
- هيلي ثورنينج شميدت 2011-2015
- ميتي فريدريكسن 2019 إلى الوقت الحاضر